# アン・オブ・グロスター
アン・オブ・グロスター（Anne of Gloucester, 1483年4月30日 - 1438年10月16日）は、初代グロスター公トマス・オブ・ウッドストック（エドワード3世の末子）の長女で、最終的には唯一の相続人となった。妻エレノア・ド・ブーンは、エセックスのプレシー城に居を構えた第6代エセックス伯、第7代ヘレフォード伯ハンフリー・ド・ブーン（1341年 - 1373年）の娘で共同相続人のうちの1人であった。

## 家族
アンは1383年4月30日に生まれ、5月6日以前にエセックスのプレシーで洗礼を受けた。伯父ジョン・オブ・ゴーント（エドワード3世の三男）は、この出来事に関していくつかの支払いを命じた。
父トマスはイングランド王エドワード3世とフィリッパ・オブ・エノーの末息子であった。母エレノア・ド・ブーンは、第7代ヘレフォード伯ハンフリー・ド・ブーンとジョーン・フィッツアランの間に生まれた娘であった。また、母エレノアはエドワード1世の玄孫でもあった。

## 単独の相続人となる
1399年に兄の第2代バッキンガム伯ハンフリーが死去すると、アンは2人の妹ジョーンおよびイザベルとともに、兄の財産と称号の共同相続人となった。妹ジョーンが1400年8月16日に死去し、もう1人の姉妹イザベルが修道女となったため、1400年にアンは家族の財産と称号の唯一の相続人となった。
その後、アンはバッキンガム、ヘレフォード、ノーザンプトンの女伯として認められ（その後継承）、ブレックノックおよびホルダーネス領主の称号も継承した。
しかし、アンはこれらの称号を使用せず、代わりにスタッフォード伯爵夫人と称した。
1438年にアンが亡くなると、バッキンガム伯の称号 (および他の称号) は息子のスタッフォード伯ハンフリー・スタッフォードに引き継がれ、1444年にバッキンガム公に叙せられた。この称号は、1521年に第3代バッキンガム公エドワード・スタッフォードが王位を剥奪され処刑されるまで、スタッフォード家が継承した。

## 第3代スタッフォード伯トマス・スタッフォードとの結婚
アンは3回結婚した。最初の結婚は1390年頃、第3代スタッフォード伯トマス・スタッフォード（1368年 - 1392年7月4日）との結婚であった。この結婚で子供は生まれなかった。夫トマスの死後、アンは夫の弟エドマンドと結婚した。

## 第5代スタッフォード伯エドマンド・スタッフォードとの結婚
1398年6月28日、アンは第5代スタッフォード伯エドマンド・スタッフォード（1378年3月2日 - 1403年7月21日）と結婚した。2人の間には3子が生まれた。
- ハンフリー（1402年 - 1460年） - 初代バッキンガム公。はとこにあたるアン・ネヴィルと結婚した。アンは初代ウェストモーランド伯ラルフ・ネヴィルとジョーン・ボーフォートの娘である。ジョーンは初代ランカスター公ジョン・オブ・ゴーントとその3番目の妃キャサリン・スウィンフォードの娘であった。
- アン（1432年没） - 第5代マーチ伯エドマンド・モーティマーと結婚。エドマンドは初代クラレンス公ライオネル・オブ・アントワープの曾孫であった。エドマンドとアンの間には子供が生まれなかった。2度目に第2代エクセター公ジョン・ホランド（1447年没）と結婚し、第3代エクセター公ヘンリー・ホランド（1475年没）という息子と、初代ネヴィル・ドゥ・レビィ男爵ジョン・ネヴィルと結婚した娘アンをもうけた。
- フィリッパ - 早世

## 初代ウー伯ウィリアム・バウチャーとの結婚
1405年頃、アンはサー・ウィリアム・バウチャーとエレノア・オブ・ルーヴァンの息子である初代ウー伯ウィリアム・バウチャー（1420年没）と結婚し、次の子女をもうけた。
- ヘンリー（1404年 - 1483年） - 初代エセックス伯。第3代ケンブリッジ伯リチャード・オブ・コニスバラとアン・モーティマーの娘イザベル・オブ・ケンブリッジと結婚した。イザベルは、第3代ヨーク公リチャード・プランタジネットの姉にあたる。
- ウィリアム（1415年 - 1474年） - 第9代フィッツワリン男爵
- ジョン（1416年頃 - 1474年） - 初代バーナーズ男爵。フロワサールの翻訳者であるバーナーズ男爵ジョン・バウチャーの祖父にあたる。
- エレノア（1417年頃 - 1474年11月） - 第3代ノーフォーク公ジョン・モウブレーと結婚
- トマス（1418年頃 - 1486年） - 枢機卿

アンは1438年10月16日に亡くなり、グロスターのスランソニ・セクンダ修道院に埋葬された。